# Limogne-en-Quercy
Limogne-en-Quercy – miejscowość i gmina we Francji, w regionie Oksytania, w departamencie Lot.
Według danych na rok 1990 gminę zamieszkiwało 618 osób, a gęstość zaludnienia wynosiła 19 osób/km² (wśród 3020 gmin regionu Midi-Pyrénées Limogne-en-Quercy plasuje się na 509. miejscu pod względem liczby ludności, natomiast pod względem powierzchni na miejscu 257.).